# Jakub Brabec
Jakub Brabec (n. 6 august 1992, Praga, Cehoslovacia) este un fotbalist ceh care joacă pe posturile de fundaș central și dreapta pentru clubul ceh Aris Salonic FC.

## Viața și cariera

### Cariera pe echipe
Jakub a făcut parte din grupele de tineret ale lui Sparta Praga, dar după ce i-a fost reziliat contractul în vara anului 2008, a ajuns la Viktoriei Žižkov, un alt club din Praga. A fost promovat la prima echipă a lui Zizkov în timpul sezonului de Gambrinus liga 2008-2009, când era încă la liceu. El a jucat într-un meci de campionat în acest sezon, fiind integralist împotriva lui FC Viktoria Plzen la vârsta de 16 ani, în înfrângerea cu 2-0.
În sezonul 2009-2010, a jucat în încă 14 meciuri pentru Žižkov, care retrogradase în sezonul trecut în a Doua Ligă Cehă. A intrat într-unul din cele 14 meciuri din postura de rezervă. În meciul împotriva lui Zenit Čáslav, a primit un cartonaș roșu în minutul 31. A jucat șase meciuri în a Doua Ligă a Cehiei în următorul sezon 2010-2011, dintre care a fost rezervă în patru. El a  ajutat-o pe Žižkov să termine pe locul al doilea și să obțină promovarea înapoi în primul eșalon.
În iunie 2011, s-a transferat înapoi la Sparta Praga, pentru o sumă care nu a fost făcută publică. El a declarat pentru Uefa.com că și-a dorit transferul pentru că el ține de mic cu Sparta și pentru că aici are șanse mai mari să joace în Cupa UEFA și în Liga Campionilor. A început sezonul 2011-2012 la Sparta Praga II, care concurează în 2. Liga.
Pe 31 august, Jakub a semnat un contract de 4 ani cu KRC Genk, unde joacă pe posturile de fundaș central și dreapta.

### Cariera la națională
Jakub a reprezentat Cehia la tineret. El a marcat primul său gol la național în al treilea și ultimul meci pentru Cehia sub 18 ani într-o înfrângere cu 3-1 cu Austria sub 18 ani într-un meci amical din martie 2010.
Mai târziu, în 2009, a debutat pentru Cehia sub 19 ani într-o victorie cu 4-0 asupra naționalei sub 19 ani din Malta.
El a fost ales drept căpitan al Cehiei sub 19 ani pentru Campionatul European de Fotbal sub 19 ani UEFA 2011. A marcat primul său gol la această categorie în cadrul acestui turneu. A marcat un gol cu capul într-un meci de grupe împotriva Irlandei sub 19 ani ducând scorul la 1-1 pe 23 iulie 2011; cehii au câștigat 2-1. Cehia a terminat turneul ca finalistă în Spania.

## Onoruri
- Prima Liga Cehă

Câștigător (1): 2013-2014
- A Doua Ligă Cehă

Locul secund (1): 2010-2011
- Cupa Cehiei

Câștigător (1): 2013-2014
- Campionatul European de Fotbal sub 19 laal UEFA

Finalist (1): 2011